# إدوار حمان (سيدي عبد الله أو بلعيد)
إدوار حمان هي إحدى مشيخات المملكة المغربية، تتبع جغرافيا لإقليم سيدي إفني وإداريًا لسيدي عبد الله أو بلعيد. يقدر عدد سكانها بـ 1696 نسمة حسب الإحصاء الرسمي للسكان والسكنى لسنة 2004.